# Fort Carson
Fort Carson är en amerikansk armébas utanför Colorado Springs i delstaten Colorado. Den bebyggda delen ligger i El Paso County men basens område sträcker sig även in i Pueblo County, Fremont County och Huerfano County. Enligt United States Census Bureau har basen, som är en Census-designated place, en folkmängd på 13 813 invånare (2010) och en landarea på 22,6 km².
Fort Carson byggdes och togs i bruk under andra världskriget och har fått sitt namn efter den mytomspunne Kit Carson (1809-1868).
På Fort Carson finns 4th Infantry Division och 10th Special Forces Group samt flera andra arméförband baserade. I närområdet finns flygbasen Peterson Air Force Base och den underjordiska ledningscentralen Cheyenne Mountain Complex som används av USA:s rymdstyrka samt flygvapnets officershögskola, United States Air Force Academy.